# Низложенная королева Шин
Низложенная королева Шин (제인원덕왕비, 齊仁元德王妃; 29 ноября 1476 — 16 мая 1537) — чосонская королева-консорт. Была супругой Ли Юна, известного как Ёнсан-гун (принц Ёнсан), из династии Ли.
Личное имя неизвестно; её называют госпожой Шин по фамилии отца; в замужестве она носила имя-титул Чжинвондок. Она была королевой-консортом с 1494 года до свержения её мужа в 1506 году, после чего она была известна как свергнутая королева Шин (폐비 신씨). После смерти она не получила королевского посмертного имени.

## Жизнеописание

### Ранние годы
Госпожа Шин происходила из клана Гочан Шин. Она родилась 15 декабря 1476 года в семье Шин Сынсона и принцессы Чонмо. Её мать была дочерью четвёртого сына вана Седжона — великого принца Имёна. Принц Гвисон, который служил главным государственным советником (영의정) во время правления вана Седжо, был дядей госпожи Шин.
Поскольку братья госпожи Шин, как и она сама, происходили из престижной семьи, их браки с королевской семьёй пересекались. Она приходилась тётей королеве Дангён, первой жене короля Чунджона, а также тётей Нам Джиивона, мужа принцессы Кёнсун, 5-й дочери короля Сонджона.
Её старший брат Шин Сугын женился на двоюродной сестре королевы Инсу, а другой старший брат Шин Суён женился на младшей сестре королевы Ансун.

### Брак
В марте 1487 года, на 18-м году правления вана Сонджона, госпожа Шин вышла замуж за наследного принца, а 26 января 1488 года состоялась церемония бракосочетания в зале Инчжон дворца Чхандок. Тогда же она получила титул наследной принцессы-консорта Чосона. Госпожа Шин также получила титулы принцессы-консорта Ёнсан (연산군부인, 燕山君夫人) и принцессы-консорта Гочан (거창군부인, 居昌郡夫人).

### Принцесса-консорт Чосона
Согласно Анналам династии Чосон, Шин была миролюбивой, уважительной, нежной и осторожной вследствие своих добродетелей. Она растрогала подчиненных своей грацией и милосердием[уточнить].
В 1491 году у неё родилась дочь — принцесса Хвисин, а в 1493 году принцесса-консорт участвовала в Чинджамри, который проводила королева Чонхён.
В 1494 году наследная принцесса-консорт родила сына, но он вскоре умер. В декабре того же года ван Сонджон скончался, и трон занял Ёнсан. Титул госпожи Шин изменился с Наследной принцессы-консорта на Королеву-консорта.

### Королева-консорт Чосона
В 1497 году, на 3-м году правления Ёнсан-гуна, под наблюдением королевы около 160 граждан были приглашены для выступления[уточнить] в зале Сонджон во дворце Чхандок. В декабре того же года она родила наследного принца Хвана. В 1498, 1500 и 1503 годах королева Шин также оказала особую помощь престарелым, похоронив их.
В 1499 году 13-летняя племянница королевы, юная госпожа Шин, вышла замуж за великого принца Джинсона, сына вана Сонджона и королевы Чонхён, и стала принцессой-консортом (позже королевой Дангён).
В 1502 году скончался отец королевы — Шин Сынсон. В это время королева была на позднем сроке беременности, но её муж не позволил ей проститься с отцом, так как хотел, чтобы её роды были благоприятными.
В 1504 году, на 10-м году своего правления, в связи со смертью своей матери, королевы Чехон, ван Ёнсан устроил репрессии среди придворных и казнил причастных к смерти министров и членов королевской семьи. Говорили, что ван Ёнсан отправился в покои своей мачехи, вдовствующей королевы Джасун, и угрожал ей мечом. Он приказал вдовствующей королеве покинуть её покои, но королева-консорт вмешалась, чтобы защитить свою свекровь.
Через несколько дней после этого события король организовал ещё одно Чинджамри[уточнить]. Кочхан-гун, родной город королевы, был преобразован в графство[уточнить] во время правления вана Ёнсана, а затем переведен в Кочхан-хён.
В 1505 году она была удостоена титула королевы Джинвондок. После переворота в Чонджоне в 1506 году ван Ёнсан был свергнут и понижен в звании до принца и отправлен в изгнание в Канхвадо, где умер в том же году всего через несколько недель. Королева Джинвондок потеряла свой статус королевы-консорта и была известна просто как принцесса-консорт, а её сыновья были приговорены к смертной казни через отравление сразу после переворота, несмотря на то, что новый король Чунджон сопротивлялся этому.

### После свержения
После того, как она была свергнута, Чунджон щедро относился к ней. Её рабыни из её семьи не покидали её из-за её хорошего характера.
В 1512 году свергнутая королева Шин предложила перенести могилу её мужа Ёнсан-гуна в Хэчхон, Янджу, и ван Чунджон разрешил это.
В 1521 году, когда дом её семьи рухнул из-за дождя, ван Чунджон отдал ей дом Ан Чогёма (안처겸, 安處謙).
Свергнутая королева пережила своего мужа на 31 год и умерла в возрасте 60 лет, 16 мая 1537 года. Она похоронена рядом с могилой мужа, и на её надгробии указано её имя как принцесса-консорт Гочан из клана Гочан Шин (거창군부인 신씨).
Сын принцессы Хвисин, Гу Ом, провёл поминальные обряды для королевы Шин и бывшего вана Ёнсан-гуна. А после смерти Гу Ома его усыновленный внук Ли Аннуль (이안눌, 李安訥) проводил подобные обряды ежегодно.

## Семья

### Родители
- Отец — Шин Сынсон (1436—1502) (신승선, 愼承善)[7]
  - 1) Дедушка — Син Чжон (신전, 愼詮)
    - 2) Прадед — Син Личон (신이충, 愼以衷)

  - 1) Бабушка — госпожа Ан из клана Сунхын Ан (증 정경부인 순흥 안씨, 贈 貞敬夫人 順興 安氏)
- Мать — принцесса Юнгмо, внутренняя принцесса-консорт Хунган из клана Ёнджу Йи (정경부인 증 흥안 부부인 전주 이 씨 씨, 貞敬 夫人 中牟縣 贈 興安府 夫人 州 李 氏 氏) (1435 -?)
  - 1) Дед — Ли Гу, великий принц Имён (6 января 1420 — 21 января 1469) (이구 임영대군)[8]
  - 1) Бабушка — Великая принцесса-консорт Джан из клана Чонджу Чой (제안부부인 전주 최씨)

### Брат или сестра
- Старший брат — Син Сугын (신수근, 愼守勤) (1450—1506)
  - Невестка — внутренняя принцесса-консорт Ёнга из клана Андонг Гвон (영가부부인 안동 권씨)[9]
  - Невестка — внутренняя принцесса-консорт Чхонвон из клана Чхонджу Хан (정경부인 청원부부인 청주 한씨, 貞敬夫人 贈 淸原府夫人 淸州 韓氏); двоюродная сестра королевы Инсу
    - Племянник — Син Хонбо (신홍보)
    - Племянник — Син Хонпиль (신홍필) (1487 -?)
    - Племянница — королева Дангён (단경왕후, 端敬王后) (7 февраля 1487 г. — 27 декабря 1557 г.)
    - Племянник — Син Хонджо (신홍조, 愼弘祚) (1490 -?)
      - Жена племянника — госпожа Им из клана Пхунчхон Им (풍천 임씨)[10]

    - Племянник — Син Хону (신홍우)
- Старший брат — Син Сугём (신수겸, 愼守謙) (? — 1506)
  - Невестка — госпожа Кан из клана Джинсан Кан (정부인 진산 강씨, 貞夫人 晋山 姜氏)
    - Племянница — госпожа Шин из клана Гочан Шин (거창 신씨, 居昌 慎氏)
      - Муж племянницы — Гу Хуэй-гён[уточнить] (구희경, 具希璟)[11][12][13]

  - Невестка — госпожа Чон из клана Дамьян Чон (정부인 담양 전씨, 貞夫人 潭陽 田氏)
- Старший брат — Син Суён (신수영, 愼守英) (? — 1506)
  - Невестка — госпожа Хан из клана Чхонджу Хань (정부인 청주 한씨, 貞夫人 淸州 韓氏); младшая сестра королевы Ансун
    - Племянник — Син Хундже (신홍제, 愼弘濟)
    - Племянник — Син Хуню (신홍유, 愼弘猷)
- Старшая сестра — госпожа Шин из клана Гочан Шин (거창 신씨, 居昌 慎氏)
  - Шурин — Ли Хён (이형, 李泂) из клана Чонджу Ли[14]
- Старшая сестра — Леди Син из клана Геочанг Син (거창 신씨, 居昌 慎氏)
  - Шурин — Нам Гён (남경, 南憬)
    - Племянник — Нам Дживон (남치원, 南致元)
      - Жена племянника — Ли Окхван, принцесса Кёнсун (이옥환, 李玉環; 경순옹주) (1482 — ?)[15]
        - Внучатый племянник — Нам Ги (남기, 南沂)
- Старшая сестра — госпожа Шин из клана Гочан Шин (거창 신씨, 居昌 慎氏)
  - Шурин — Ан Хван (안환, 安煥)

### Супруг
- Ли Юн, ван Ёнсан (23 ноября 1476 г. — 20 ноября 1506 г.) (조선 연산군)
  - Свекровь — королева Джехон из клана Хаман Юн (15 июля 1455 — 29 августа 1482) (제헌왕후 윤씨)
    - Законная свекровь — королева Чонхён из клана Папхён Юн (21 июля 1462 — 13 сентября 1530) (정현왕후 윤씨)

  - Свёкор — ван Сонджон (20 августа 1457 — 20 января 1494) (조선 성종왕)

### Дети
- Дочь — принцесса Хвисин (24 октября 1491 — ?) (휘신공주)
  - Зять — Гу Мунгён (구문경, 具文璟) из клана Нынсон Гу (능성 구씨, 綾城 具氏);[16] сын Гу Су-ёна (구수영, 具壽永) (1456 г.) — 1523)
    - Внук — Гу Ём (구엄, 具渰)
- Безымянная дочь
- Безымянный сын (1494—1494)
- Свергнутый наследный принц Ли Хван (10 января 1498 — 24 сентября 1506) (폐왕세자 이황)
- Безымянный сын (1500-?)
- Ли Сон, великий принц Чаннён (18 июня 1500 г. — 10 октября 1506 г.) (이성 창녕대군)
- Великий принц Ли Инсу (대군 이인수, 李仁壽) (1501 — 12 сентября 1503)
- Великий принц Ли Чонсу (대군 이총수, 李聰壽) (1502—1503)
- Великий принц Ли Ёнсу (대군 이영수, 李榮壽) (1503—1503)

## Популярная культура
Образ свергнутой королевы Шин сыграли южнокорейские актрисы:
- Квон Джэхи в фильме 1988 года «Дневник короля Ёнсана».
- Пак Хасон в телесериале 2007—2008 годов «Король и я» (SBS).
- Хон Сухи в телесериале «Инсу, королева-мать» (JTBC, 2011—2012 годы).
- Сон Джиин в телесериале «Королева на семь дней» (KBS2, 2017 год).